# Hans Schumann (Rugbyspieler)
Hans Schumann war ein deutscher Rugbyspieler.

## Leben
Er wurde beim TSV Victoria Linden als Spielführer 1948, 1951–1956, 1958, achtmal Deutscher Meister.
13 Länderspiel Einsätze für die Deutsche Rugby Ländermannschaft.
Hans Schumann war Spielführer beim 6:6-Unentschieden gegen Frankreich am 30. März 1958 in Nantes. 
Aufgrund seiner Leistungen ehrte der deutsche Bundespräsident Theodor Heuss Hans Schumann am 7. Juni 1953 mit der Verleihung des Silbernen Lorbeerblattes.